# Xanthopimpla spiloptera
Xanthopimpla spiloptera är en stekelart som beskrevs av Krieger 1915. Xanthopimpla spiloptera ingår i släktet Xanthopimpla och familjen brokparasitsteklar. Inga underarter finns listade i Catalogue of Life.